# Магдалена Клаудия фон Пфалц-Цвайбрюкен-Биркенфелд-Бишвайлер
Магдалена Клаудия фон Пфалц-Цвайбрюкен-Биркенфелд-Бишвайлер (на немски: Magdalena Claudia von Pfalz-Zweibrücken-Birkenfeld-Bischweiler; Magdalena Claudine; * 16 септември 1668; † 28 ноември 1704 в Ханау) от странична линия Пфалц-Биркенфелд-Бишвайлер на Вителсбахите в Пфалц, е пфалцграфиня от Пфалц-Биркенфелд и чрез женитба графиня на Ханау-Мюнценберг.

## Произход
Тя е дъщеря на херцог и пфалцграф Христиан II фон Биркенфелд (1637 – 1717) и графиня Катарина Агата фон Раполтщайн (1648 – 1683).

## Фамилия
Магдалена се омъжва на 17/27 февруари 1689 г. в Ханау за братовчед си граф Филип Райнхард фон Ханау-Мюнценберг (1664 – 1712). Тя е първата му съпруга. Нейната зестра е 18 000 гулдена. Двамата имат децата: 
- мъртвородено дете (1691),[3]
- мъртвородено дете (1693)
- Магдалена Катарина фон Ханау (* 6/16 юни 1695; † 9/19 декември 1695)[4]